# مانويل بيريز رويز
مانويل بيريز رويز (بالإسبانية: Manuel Pérez Ruiz)‏ (18 مارس 1993 بالمكسيك - ) هو لاعب كرة قدم مكسيكي في مركز الهجوم. لعب مع نادي باتشوكا.

## وصلات خارجية
- مانويل بيريز رويز على موقع قاعدة بيانات كرة القدم.إي يو (الإنجليزية)
- مانويل بيريز رويز على موقع Soccerway.com (الإنجليزية)